# Klosterkirche (Guben)

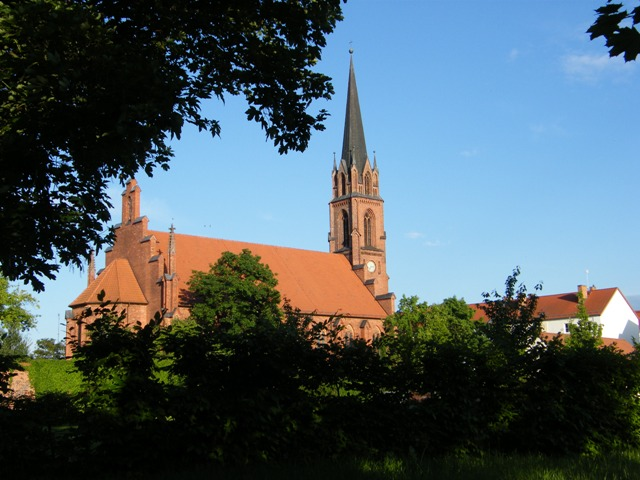
Klosterkirche in Guben

Die Klosterkirche ist eine evangelische Kirche in der Stadt Guben in Brandenburg. Die zugehörige Kirchengemeinde gehört zum Kirchenkreis Cottbus der Evangelischen Kirche Berlin-Brandenburg-schlesische Oberlausitz.

## Geschichte und Architektur
Auf dem heutigen Grundstück der Kirche wurde vermutlich Ende des 12. Jahrhunderts ein 1235 erstmals urkundlich erwähntes Benediktinerinnenkloster errichtet. Zur Zeit der Reformation wurde es 1429 – wie auch die Stadt – von Hussiten zerstört. Einer Sage zufolge rettete sich eine Nonne mit einer Ziege auf das Dach der Stadt- und Hauptkirche. Die Reste der Klosteranlage wurden bis 1562 durch das Salzamt genutzt – daher wird in alten Schriften auch vom Salzkloster berichtet. Im Sommer 1604 war das Gelände Schauplatz einer Hinrichtung: Der Färber Jacob Wunschwitz wurde beschuldigt, die Gubener Bürger gegen den Magistrat aufgewiegelt zu haben.
Nachdem die Reste des Klosters 1860 abgerissen worden waren, errichtete man nach Plänen des Frankfurter Architekten Emil Flaminius eine neue Kirche, die 1862 eingeweiht wurde. Die Kirche wurde im Zweiten Weltkrieg schwer beschädigt und war über viele Jahre zum Teil nur provisorisch gesichert. Erst 1990 erhielt das Dach eine neue Verkleidung aus Kupferblech. Die letzte Restaurierung erfolgte im Jahr 2003.

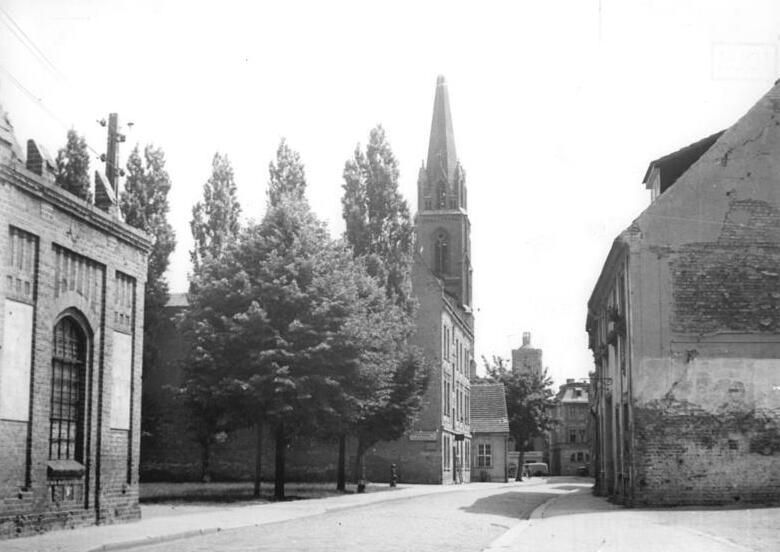
Klosterkirche, 1955

Das Gebäude in Nord-Süd-Ausrichtung ist ein klassischer Backsteinbau mit einem Sichtmauerwerk aus handgefertigten Ziegeln. Der Turm hat eine Höhe von rund 51 Metern. Die Turmuhr stammt von der Kirche in Groß Lieskow und wurde 1980 eingebaut, als der Ort devastiert wurde. Neben dem Altar befindet sich ein Denkmal aus dem Jahr 1921 für die Gefallenen aus dem Ersten Weltkrieg.

## Inneneinrichtung und Orgel
Der Innenraum ist mit einer schlichten Holzkonstruktion gestaltet. Im Jahr 1952 wurde eine Orgel des Potsdamer Orgelbaumeisters Schuke als Opus 235 eingebaut. Das Instrument verfügt über 25 Register, die auf zwei Manuale und Pedal verteilt sind. Die 33 Glasfenster stammen vom Berliner Künstler Helge Warme und ersetzten 1999 die eher schmucklosen Glassteine aus der Zeit nach dem Zweiten Weltkrieg. Er ließ sich bei der Gestaltung vom evangelischen Lied „Jesu, meine Freude“ inspirieren, welches von den beiden Gubener Johann Frank (Text) und Johann Crüger (Melodie) 1653 geschaffen wurde.

## Ensemble der Klosterkirche Guben
Die Kirchenmusikerstelle an der Klosterkirche wurde 1952 eingerichtet, seither finden dort kirchenmusikalische Veranstaltungen statt. Seit 1983 wird die musica sacra von Kirchenmusikdirektor Hansjürgen Vorrath geleitet. Unter seiner Leitung finden ca. 15 bis 20 Kirchenmusiken der verschiedensten Art – geistlich, weltlich, instrumental, chorisch bis hin zu Oratorien- und Musicalaufführungen im Jahr statt.
Darüber hinaus veranstalten die Chöre  der Klosterkirche Wochenendfreizeiten und Probetage, zur Vorbereitung von verschiedenen Projekten, mit Unterstützung von Ehemaligen und Freunden der Gubener Kirchenmusik. Für diese Projekte wird dann auch jeweils ein Projektorchester zusammengestellt, je nachdem aus Mitgliedern des Philharmonischen Orchesters des Staatstheaters Cottbus, dem Zupf-Streich-Orchester der Städtischen Musikschule „Johann Crüger“ sowie mit Instrumentalisten aus nah und fern.
Die verschiedenen Chorgruppen beteiligen sich zudem etwa monatlich am Singen im Gottesdienst und führen seit 1970 alljährlich Reisen der Ensemble der Klosterkirche in ganz unterschiedlichen generationsübergreifenden Besetzungen durch.